# Saint-Vincent-Rive-d'Olt
 Saint-Vincent-Rive-d'Olt  (en occitano Sent Vincenç-Riba d'Òlt) es una población y comuna francesa, situada en la región de Mediodía-Pirineos, departamento de Lot, en el distrito de Cahors y cantón de Luzech.

## Demografía
| 372 | 354 | 357 | 400 | 417 | 428 |
| Para los censos de 1962 a 1999 la población legal corresponde a la población sin duplicidades (Fuente: INSEE [Consultar]) |     |     |     |     |     |